# بيتر موريس كينغ
بيتر موريس كينغ (بالإنجليزية: Peter Maurice King)‏ هو سياسي أسترالي، ولد في 1940، وتوفي في 24 سبتمبر 2018. انتخب عضو الجمعية التشريعية نيو ساوث ويلز.